# Catalogue des graines recueillies
Catalogue des graines recueillies (abreviado Cat. Graines Jard. Bot. Genève) es un libro con ilustraciones y descripciones botánicas que fue escrito por el naturalista francés Georges François Reuter y publicado en Ginebra desde 1852 a 1868 con el nombre de Catalogue des graines recueillies en [1852, 1853, 1854, 1855, 1856, 1857, 1861, 1863, 1865, 1867, 1868] et offertes en échange par le Jardin Botanique de Genève.